# Daniel Woodrell
Daniel Woodrell (Springfield (Misuri), 4 de marzo de 1953) es un escritor estadounidense de novelas y relatos. La mayoría de sus escritos están ubicados en la región de la Meseta de Ozark. Es muy conocido por haber acuñado el término country noir para describir su novela de 1996 Give Us a Kiss.

## Biografía
Woodrell creció en Springfield, en pleno terreno de las Ozarks, y abandonó el instituto para alistarse en el Cuerpo de Marines de los Estados Unidos. Más tarde cursó estudios universitarios, obteniendo un título en Escritura Creativa por la Universidad de Iowa. La Universidad de Misuri le concedió un doctorado honoris causa en 2016.
Vive en West Plains (Misuri), en plenos Ozarks, y está casado con la novelista Katie Estill.

## La obra de Woodrell y elcountry noir
Woodrell acuñó la definición "country noir" para sus escritos en 1996, harto de ser definido como "escritor de misterio". Consideró que el término "noir" es demasiado específico, y requiere una tragedia inevitable. Sin embargo, la mayoría de historias de Woodrell acaban ofreciendo a los desafortunados un pequeño resquicio de optimismo. «La etiqueta "noir" es un poco limitadora, y casi nadie sabe lo que significa», ha declarado. Él prefiere la clasificación de "realismo social" o "ficción criminal".
A pesar de que la mayor parte de la producción de Woodrell se sitúa en las Ozarks, su temática tiende a la universalidad. William Boyle (un declarado admirador de Woodrell, y también escritor de novela negra) ha afirmado:«Woodrell tiene el doble de todo. Lenguaje, trama, diálogo, sentido del lugar, energía, tensión...Se interesa por toda la humanidad a través de la lente de su lugar.»
Más tarde el término country noir ha seguido utilizándose, tanto para definir las obras de este autor, como de otros, incluidos algunos clásicos como Jim Thompson, o autores actuales como Craig Johnson o Joe R. Lansdale.
Por otra parte, Woodrell ha sido comparado a clásicos de la literatura norteamericana como William Faulkner, Mark Twain, Flannery O'Connor o Cormac McCarthy.

## Premios
- Nominado al Hammett Prize 1992 por The Ones You Do.
- Nominado al Hammett Prize 1998 por Tomato red.
- PEN USA Award de Ficción 1999 por Tomato Red.
- Finalista del Edgar Award 2008 en la categoría de Mejor Relato por Uncle.

## Obra

### Novelas
- Under the Bright Lights. 1986.

Edición en castellano: Bajo la dura luz. Sajalín Editores.
- Woe to Live On. 1987.
- Muscle for the Wing. 1988.
- The Ones You Do. 1992.
- Gives Us a Kiss: A Country Noir. 1996.
- Tomato Red. 1998.
- The Death of Sweet Mister. 2001.

Edición en castellano: La muerte del pequeño Shug. Alba Editorial.
- Winter's Bone. 2006.

Edición en castellano: Los huesos del invierno. Alba Editorial.
- The Maid's Version. 2013.

### Recopilaciones de relatos
- The Outlaw Album. 2011.

## Cine y televisión
- Cabalga con el diablo. 1999. USA. Ride With the Devil. Dirigida por Ang Lee. Protagonizada por Tobey Maguire y Skeet Ulrich. Basada en la novela Woe to Live On.[6]
- Winter's Bone. 2010. USA. Dirigida por Debra Granik. Protagonizada por Jennifer Lawrence y John Hawkes. Basada en la novela de mismo título.[7]
- Tomato Red. 2017. Irlanda. Dirigida por Juanita Wilson. Protagonizada por Julia Garner y Jake Weary. Basada en la novela de mismo título.[8]